# Sophronica arabica
Sophronica arabica là một loài bọ cánh cứng trong họ Cerambycidae.